# Auguste Dupont

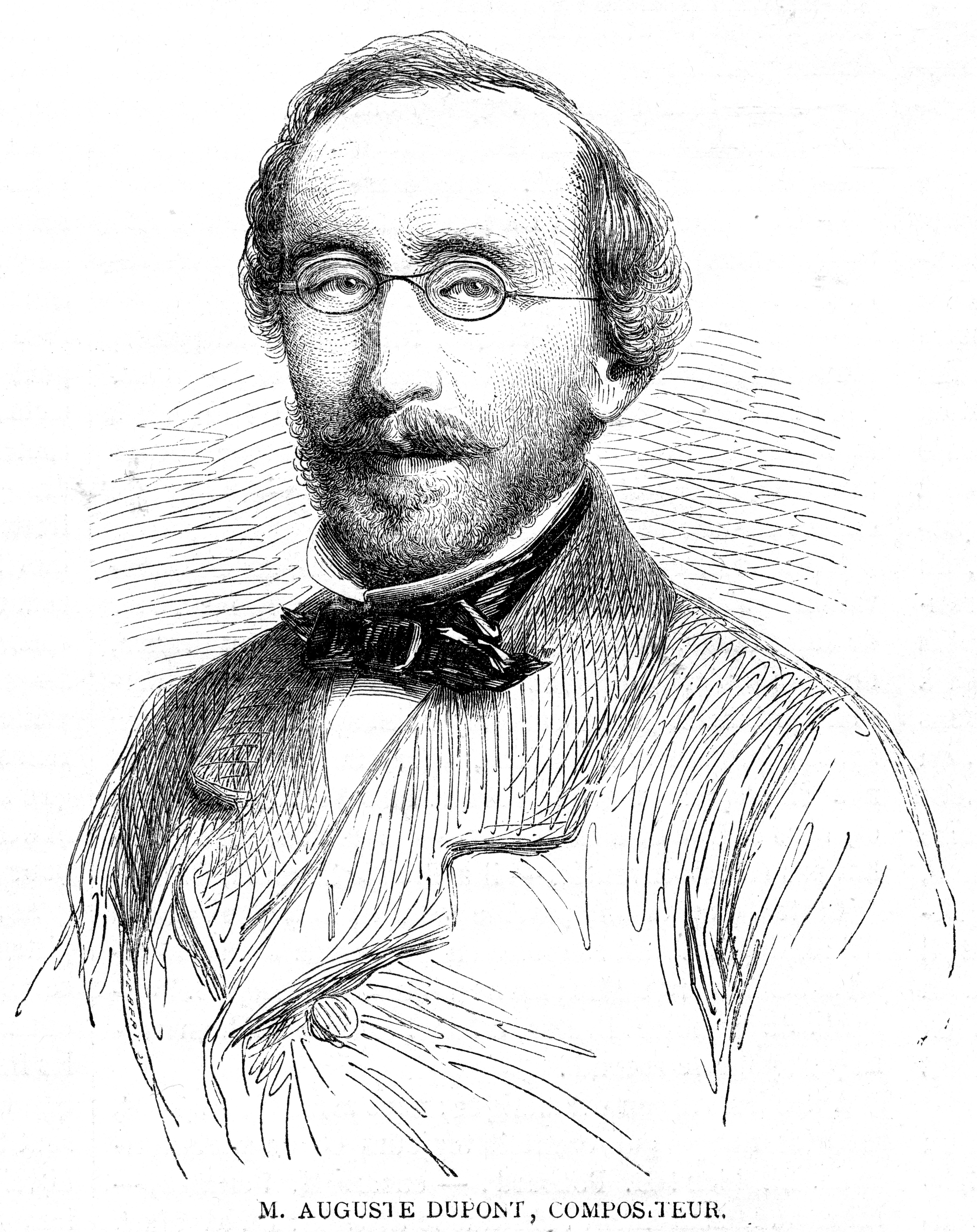
Auguste Dupont

Pierre-Auguste Dupont (* 9. Februar 1827 in Ensival, Verviers; † 17. Dezember 1890 in Brüssel) war ein belgischer Pianist und Komponist.
Er war Schüler von Jules Jalheau am Königlichen Konservatorium von Lüttich. Nach seinem Abschluss dort reiste er eine Zeit lang als Musiker durch Deutschland, England und die Niederlande. In Berlin traf er auf Giacomo Meyerbeer, der ihn förderte und mehrfach in seinem Tagebuch erwähnte. Ab 1850 lehrte er am Königlichen Konservatorium Brüssel. Unter seinen größeren Stücken sind mehrere Klavierkonzerte. Er war Herausgeber der Schriftenreihe „École de Piano du Conservatoire de Bruxelles“, insgesamt 40 Hefte mit Meisterwerken der klassischen Musik. Seit 1886 wirkte er als Dozent für Kammermusik. Er war ein Bruder des Geigers und Komponisten Joseph Dupont.